# Paweł Kędzierski
Paweł Kędzierski (ur. 2 lipca 1946 w Warszawie, zm. 21 stycznia 2019 tamże) – polski reżyser filmów dokumentalnych. 

## Wykształcenie
Studiował polonistykę na Uniwersytecie Warszawskim. W 1971 roku ukończył studia na Wydziale Reżyserii Szkoły Filmowej w Łodzi.

## Praca zawodowa
W latach 70. był członkiem Zespołu Filmowego „X” Andrzeja Wajdy. Przez wiele lat był związany z Wytwórnią Filmów Dokumentalnych i Fabularnych w Warszawie, gdzie powstała większość jego filmów. W 1990 był współzałożycielem Studia Filmowego „Kronika”. Wieloletni przewodniczący i wiceprzewodniczący Zarządu Sekcji Filmu Dokumentalnego Stowarzyszenia Filmowców Polskich. 
Nagrodzony m.in. Grand Prix na festiwalu w Oberhausen za film „Dzień dziecka” w 1981 roku i nagrodą Ministra Kultury i Sztuki za film „Wybór Polski” w 1990.
W 2014 roku Paweł Kędzierski był ekspertem Polskiego Instytutu Sztuki Filmowej.

## Filmografia
- Zdarzyło się tylko w Polsce (2011)
- My, cichociemni. Głosy żyjących (2008)
- Teraz wtedy (2006)
- Powstanie zwykłych ludzi (2004)
- Dar wolności (2000)
- Pan Tadeusz, czyli matecznik (1998)
- Wybór Polski (1990)
- Dzień dziecka (1981)
- Zdjęcia próbne (1976)

## Rodzina
Brat operatora Grzegorza Kędzierskiego.